# Nimbarga
Nimbarga är en ort i Indien.   Den ligger i distriktet Gulbarga och delstaten Karnataka, i den centrala delen av landet, 1 300 km söder om huvudstaden New Delhi. Nimbarga ligger 448 meter över havet och antalet invånare är 6 345.
Terrängen runt Nimbarga är platt. Runt Nimbarga är det ganska tätbefolkat, med 230 invånare per kvadratkilometer. Närmaste större samhälle är Aland, 19,9 km norr om Nimbarga. Trakten runt Nimbarga består till största delen av jordbruksmark.